# Llista d'asteroides/134701–134800
| Nom      | Designació provisional | Data de descobriment | Lloc de descobriment | Descobridor/s |
| -------- | ---------------------- | -------------------- | -------------------- | ------------- |
| 134701 - | 1999 XT122             | 7 de desembre, 1999  | Catalina             | CSS           |
| 134702 - | 1999 XQ125             | 7 de desembre, 1999  | Catalina             | CSS           |
| 134703 - | 1999 XM137             | 2 de desembre, 1999  | Anderson Mesa        | LONEOS        |
| 134704 - | 1999 XS156             | 8 de desembre, 1999  | Socorro              | LINEAR        |
| 134705 - | 1999 XA186             | 12 de desembre, 1999 | Socorro              | LINEAR        |
| 134706 - | 1999 XK202             | 12 de desembre, 1999 | Socorro              | LINEAR        |
| 134707 - | 1999 XD212             | 13 de desembre, 1999 | Socorro              | LINEAR        |
| 134708 - | 1999 XR215             | 14 de desembre, 1999 | Socorro              | LINEAR        |
| 134709 - | 1999 XT228             | 14 de desembre, 1999 | Kitt Peak            | Spacewatch    |
| 134710 - | 1999 XR230             | 7 de desembre, 1999  | Anderson Mesa        | LONEOS        |
| 134711 - | 1999 XV241             | 13 de desembre, 1999 | Anderson Mesa        | LONEOS        |
| 134712 - | 1999 XZ248             | 6 de desembre, 1999  | Socorro              | LINEAR        |
| 134713 - | 1999 XC251             | 5 de desembre, 1999  | Kitt Peak            | Spacewatch    |
| 134714 - | 1999 XJ254             | 12 de desembre, 1999 | Kitt Peak            | Spacewatch    |
| 134715 - | 1999 YJ14              | 31 de desembre, 1999 | Kitt Peak            | Spacewatch    |
| 134716 - | 1999 YL16              | 31 de desembre, 1999 | Kitt Peak            | Spacewatch    |
| 134717 - | 2000 AO1               | 2 de gener, 2000     | Socorro              | LINEAR        |
| 134718 - | 2000 AP12              | 3 de gener, 2000     | Socorro              | LINEAR        |
| 134719 - | 2000 AF14              | 3 de gener, 2000     | Socorro              | LINEAR        |
| 134720 - | 2000 AX29              | 3 de gener, 2000     | Socorro              | LINEAR        |
| 134721 - | 2000 AE32              | 3 de gener, 2000     | Socorro              | LINEAR        |
| 134722 - | 2000 AL37              | 3 de gener, 2000     | Socorro              | LINEAR        |
| 134723 - | 2000 AV38              | 3 de gener, 2000     | Socorro              | LINEAR        |
| 134724 - | 2000 AE40              | 3 de gener, 2000     | Socorro              | LINEAR        |
| 134725 - | 2000 AX52              | 4 de gener, 2000     | Socorro              | LINEAR        |
| 134726 - | 2000 AJ67              | 4 de gener, 2000     | Socorro              | LINEAR        |
| 134727 - | 2000 AR68              | 5 de gener, 2000     | Socorro              | LINEAR        |
| 134728 - | 2000 AN77              | 5 de gener, 2000     | Socorro              | LINEAR        |
| 134729 - | 2000 AP92              | 2 de gener, 2000     | Socorro              | LINEAR        |
| 134730 - | 2000 AX97              | 4 de gener, 2000     | Socorro              | LINEAR        |
| 134731 - | 2000 AU101             | 5 de gener, 2000     | Socorro              | LINEAR        |
| 134732 - | 2000 AW122             | 5 de gener, 2000     | Socorro              | LINEAR        |
| 134733 - | 2000 AA130             | 5 de gener, 2000     | Socorro              | LINEAR        |
| 134734 - | 2000 AQ130             | 5 de gener, 2000     | Socorro              | LINEAR        |
| 134735 - | 2000 AV144             | 5 de gener, 2000     | Socorro              | LINEAR        |
| 134736 - | 2000 AS151             | 8 de gener, 2000     | Socorro              | LINEAR        |
| 134737 - | 2000 AO155             | 3 de gener, 2000     | Socorro              | LINEAR        |
| 134738 - | 2000 AM168             | 13 de gener, 2000    | Kleť                 | Kleť          |
| 134739 - | 2000 AZ171             | 7 de gener, 2000     | Socorro              | LINEAR        |
| 134740 - | 2000 AX187             | 8 de gener, 2000     | Socorro              | LINEAR        |
| 134741 - | 2000 AM195             | 8 de gener, 2000     | Socorro              | LINEAR        |
| 134742 - | 2000 AK204             | 14 de gener, 2000    | Kleť                 | Kleť          |
| 134743 - | 2000 AY230             | 4 de gener, 2000     | Anderson Mesa        | LONEOS        |
| 134744 - | 2000 AM232             | 4 de gener, 2000     | Socorro              | LINEAR        |
| 134745 - | 2000 AW247             | 2 de gener, 2000     | Socorro              | LINEAR        |
| 134746 - | 2000 BO6               | 29 de gener, 2000    | Socorro              | LINEAR        |
| 134747 - | 2000 BR10              | 28 de gener, 2000    | Kitt Peak            | Spacewatch    |
| 134748 - | 2000 BF14              | 28 de gener, 2000    | Uenohara             | N. Kawasato   |
| 134749 - | 2000 BT24              | 29 de gener, 2000    | Socorro              | LINEAR        |
| 134750 - | 2000 BE26              | 30 de gener, 2000    | Socorro              | LINEAR        |
| 134751 - | 2000 BJ34              | 30 de gener, 2000    | Catalina             | CSS           |
| 134752 - | 2000 BQ35              | 30 de gener, 2000    | Kitt Peak            | Spacewatch    |
| 134753 - | 2000 CY1               | 3 de febrer, 2000    | Farpoint             | Farpoint      |
| 134754 - | 2000 CP7               | 2 de febrer, 2000    | Socorro              | LINEAR        |
| 134755 - | 2000 CZ9               | 2 de febrer, 2000    | Socorro              | LINEAR        |
| 134756 - | 2000 CP11              | 2 de febrer, 2000    | Socorro              | LINEAR        |
| 134757 - | 2000 CM27              | 2 de febrer, 2000    | Socorro              | LINEAR        |
| 134758 - | 2000 CZ29              | 2 de febrer, 2000    | Socorro              | LINEAR        |
| 134759 - | 2000 CJ33              | 1 de febrer, 2000    | Catalina             | CSS           |
| 134760 - | 2000 CT60              | 2 de febrer, 2000    | Socorro              | LINEAR        |
| 134761 - | 2000 CN77              | 8 de febrer, 2000    | Prescott             | P. G. Comba   |
| 134762 - | 2000 CU87              | 4 de febrer, 2000    | Socorro              | LINEAR        |
| 134763 - | 2000 CY89              | 5 de febrer, 2000    | Socorro              | LINEAR        |
| 134764 - | 2000 CJ91              | 6 de febrer, 2000    | Socorro              | LINEAR        |
| 134765 - | 2000 CX93              | 8 de febrer, 2000    | Socorro              | LINEAR        |
| 134766 - | 2000 CY102             | 5 de febrer, 2000    | Socorro              | LINEAR        |
| 134767 - | 2000 CS113             | 11 de febrer, 2000   | Socorro              | LINEAR        |
| 134768 - | 2000 CC125             | 3 de febrer, 2000    | Socorro              | LINEAR        |
| 134769 - | 2000 DB1               | 25 de febrer, 2000   | Socorro              | LINEAR        |
| 134770 - | 2000 DP10              | 26 de febrer, 2000   | Kitt Peak            | Spacewatch    |
| 134771 - | 2000 DA20              | 29 de febrer, 2000   | Socorro              | LINEAR        |
| 134772 - | 2000 DY25              | 29 de febrer, 2000   | Socorro              | LINEAR        |
| 134773 - | 2000 DS27              | 29 de febrer, 2000   | Socorro              | LINEAR        |
| 134774 - | 2000 DA30              | 29 de febrer, 2000   | Socorro              | LINEAR        |
| 134775 - | 2000 DT34              | 29 de febrer, 2000   | Socorro              | LINEAR        |
| 134776 - | 2000 DN52              | 29 de febrer, 2000   | Socorro              | LINEAR        |
| 134777 - | 2000 DB64              | 29 de febrer, 2000   | Socorro              | LINEAR        |
| 134778 - | 2000 DW67              | 29 de febrer, 2000   | Socorro              | LINEAR        |
| 134779 - | 2000 DZ69              | 29 de febrer, 2000   | Socorro              | LINEAR        |
| 134780 - | 2000 DL72              | 29 de febrer, 2000   | Socorro              | LINEAR        |
| 134781 - | 2000 DB77              | 29 de febrer, 2000   | Socorro              | LINEAR        |
| 134782 - | 2000 DR78              | 29 de febrer, 2000   | Socorro              | LINEAR        |
| 134783 - | 2000 DZ90              | 27 de febrer, 2000   | Kitt Peak            | Spacewatch    |
| 134784 - | 2000 DO93              | 28 de febrer, 2000   | Socorro              | LINEAR        |
| 134785 - | 2000 DK107             | 29 de febrer, 2000   | Socorro              | LINEAR        |
| 134786 - | 2000 DH109             | 29 de febrer, 2000   | Socorro              | LINEAR        |
| 134787 - | 2000 DY111             | 29 de febrer, 2000   | Socorro              | LINEAR        |
| 134788 - | 2000 DJ117             | 25 de febrer, 2000   | Kitt Peak            | Spacewatch    |
| 134789 - | 2000 EC3               | 3 de març, 2000      | Socorro              | LINEAR        |
| 134790 - | 2000 EH4               | 4 de març, 2000      | Socorro              | LINEAR        |
| 134791 - | 2000 EQ7               | 3 de març, 2000      | Kitt Peak            | Spacewatch    |
| 134792 - | 2000 EH13              | 5 de març, 2000      | Socorro              | LINEAR        |
| 134793 - | 2000 EH15              | 5 de març, 2000      | Gnosca               | S. Sposetti   |
| 134794 - | 2000 EW17              | 4 de març, 2000      | Socorro              | LINEAR        |
| 134795 - | 2000 EV18              | 5 de març, 2000      | Socorro              | LINEAR        |
| 134796 - | 2000 ER19              | 5 de març, 2000      | Socorro              | LINEAR        |
| 134797 - | 2000 EE25              | 8 de març, 2000      | Kitt Peak            | Spacewatch    |
| 134798 - | 2000 EN30              | 5 de març, 2000      | Socorro              | LINEAR        |
| 134799 - | 2000 ES30              | 5 de març, 2000      | Socorro              | LINEAR        |
| 134800 - | 2000 EJ31              | 5 de març, 2000      | Socorro              | LINEAR        |